# Quantité de lumière
La quantité de lumière est une mesure de la quantité d'énergie électromagnétique dans le spectre visible, qui tient compte de la sensibilité relative de l'œil humain aux différentes longueurs d'onde. Naïvement, on peut la considérer comme correspondant à un nombre de photons, à ceci près que certains photons (ceux auxquels notre œil est le plus sensible) comptent plus que d'autres, et ceux en dehors du spectre visible ne comptent pas du tout. Plus précisément, la quantité de lumière est le produit d'un flux lumineux (donc, pondéré par la sensibilité de l’œil) par la durée pendant laquelle ce flux se produit ; ou, si le flux varie dans le temps, c'est l'intégrale temporelle du flux lumineux.
La quantité de lumière se mesure en lumens secondes (symbole : lm s), un lumen seconde étant la quantité de lumière transportée en une seconde par un flux de un lumen.

## Relations avec d'autres grandeurs
- La quantité de lumière émise par une source est égale à l'énergie consommée par cette même source (en joules) multipliée par son efficacité lumineuse (en lumens par watt).
- La quantité de lumière reçue par une surface sensible (par exemple une pellicule photographique) est égale à l'exposition lumineuse reçue (en lux-secondes) multipliée par la superficie de cette surface (en mètres carrés).

|                                               | SI grandeurs photométriques | v · d · m                       |                        |              | |
| Grandeur                                      | Grandeur                    | Unité                           | Unité                  | Dimension    | Notes |
| Nom                                           | Symbole                     | Nom                             | Symbole                | Dimension    | Notes |
| Quantité de lumière                           | Qv                          | lumen seconde                   | lm s                   | T⋅J          | Le lumen seconde est parfois appelé le talbot.                                                                                        |
| Flux lumineux                                 | Φv                          | lm (= candela stéradian)        | lm (= cd sr)           | J            | Quantité de lumière par unité de temps                                                                                                |
| Intensité lumineuse                           | Iv                          | candela (= lumen par stéradian) | cd (= lm/sr)           | J            | Flux lumineux par unité d'angle solide                                                                                                |
| Luminance                                     | Lv                          | candela par mètre carré         | cd/m2 (= lm sr−1 m−2)) | L−2⋅J        | Flux lumineux par unité d'angle solide par unité de surface de source projetée. Le candela par mètre carré est parfois appelé le nit. |
| Éclairement lumineux                          | Ev                          | lux (= lumen par mètre carré)   | lx (= lm/m2)           | L−2⋅J        | Flux lumineux incident sur une surface                                                                                                |
| Exitance lumineuse                            | Mv                          | lumen par mètre carré           | lm/m2                  | L−2⋅J        | Flux lumineux émis depuis une surface                                                                                                 |
| Exposition lumineuse                          | Hv                          | lux seconde                     | lx s                   | L−2⋅T⋅J      | Éclairement lumineux intégré en fonction du temps                                                                                     |
| Densité de quantité de lumière                | ωv                          | lumen seconde par mètre cube    | lm s/m3                | L−3⋅T⋅J      | |
| Efficacité lumineuse (d'un rayonnement)       | K                           | lumen par watt                  | lm/W                   | M−1⋅L−2⋅T3⋅J | Quotient du flux lumineux sur le flux énergétique                                                                                     |
| Efficacité lumineuse (d'une source)           | η                           | lumen par watt                  | lm/W                   | M−1⋅L−2⋅T3⋅J | Quotient du flux lumineux sur la puissance consommée                                                                                  |
| Coefficient lumineux                          | V                           |                                 |                        | 1            | Efficacité lumineuse normalisée par l'efficacité maximale possible                                                                    |
| Voir aussi : - SI - Photométrie - Radiométrie |                             |                                 |                        |              | |

1. ↑  Les symboles dans cette colonne dénotent les dimensions; "L", "T" and "J" correspondent à la longueur, la durée et l'intensité lumineuse, et non les symboles des unités litre, tesla and joule.
2. ↑  Les Organismes de normalisations recommendent que les grandeurs photométriques soient dénotées avec un "v" (pour "visible") afin d'éviter la confusion avec les grandeurs radiometriques ou de photons. Par exemple : USA Standard Letter Symbols for Illuminating Engineering USAS Z7.1-1967, Y10.18-1967
3. 1 2 3  Symboles alternatifs parfois utilisés: W pour la quantité de lumière, P ou F pour le flux lumineux, et ρ pour l'efficacité lumineuse d'une source.

## Exemples

Quantité de lumière transportée par un photon, en attolumens secondes (e-18 lm s), en fonction de sa longueur d'onde.

- La quantité de lumière nécessaire pour exposer une photographie au format 24 × 36 sur un film de 100 ISO est de l'ordre de 8×10−5 lm·s.
- Un joule d'énergie électromagnétique à 540 THz (longueur d'onde : 555 nm), correspond à 683 lm·s.
- Un photon à cette même longueur d'onde représente 2,44×10−16 lm·s.
- Un flash de studio d'entrée de gamme (150 J) réglé à pleine puissance délivre environ 6 000 lm·s par éclair.
- Une bougie brûlant en 10 h avec une intensité isotrope de 1 cd produit au total 4,5×105 lm·s.
- Une lampe à incandescence de 60 W, émettant 870 lm sur une durée de vie de 2 000 h produit au total 6,26×109 lm·s.